# Dioscorea hassleriana
Dioscorea hassleriana är en enhjärtbladig växtart som beskrevs av Robert Hippolyte Chodat. Dioscorea hassleriana ingår i släktet Dioscorea och familjen Dioscoreaceae. Inga underarter finns listade i Catalogue of Life.